# 金深
金深（1513年5月5日—？），字孔志，號緋江，四川成都府綿州軍籍，南直隸松江府上海縣人，明朝政治人物。

## 生平
嘉靖十九年（1540年）庚子科四川鄉試考中舉人。嘉靖三十二年（1553年）癸丑科進士。工部觀政，在告。

## 家族
曾祖金爵，廣西布政司左參政。祖父金獻民，兵部尚書。父金皋，詹事府右春坊右贊善。母王氏，封孺人。弟金濟（同科舉人）、金沂、金淑、金海、金濬、金溥、金漢、金湘，俱生員；金沛、金澍。